# Николета Лозанова
Николета Кирилова Лозанова е манекенка, телевизионна водеща с български произход. През 2006 г. става „Плеймейт на годината“ на списание Плейбой. Снимала се е и за множество други списания, сред които „Максим“, FHM и „Номер 69“. Била е рекламно лице на редица марки като Cavalli, Bayer, Modera Plein Sport Philipp Plein и много други.

## Биография
Николета Лозанова е родена на 30 ноември 1987 г. в гр. Пловдив. През 2006 г. завършва средно образование със специалност икономика в гимназия „Константин Величков“ в Пловдив. На 9 октомври 2011 г. Николета сключва брак с футболиста Валери Божинов. Лозанова и Божинов имат дъщеря на име Никол, родена на 1 април 2012 г.
 Лозанова има и второ дете – отново момиче Борислава, от футболиста Николай Михайлов, родена на 10 март 2024 г.

## Кариера
През 2006 г. Николета участва в конкурса „Мис Плеймейт“, организиран от сп. „Плейбой“. Тя е най-младата участничка, но печели първото място.
Николета Лозанова е била рекламно лице на Cavalli, Bayer, Nicole Oliver & Rebecca, Cliché, Enigma, Premium Car, Modera, Vodka Flirt, ILTOKONI, MegZ, Mon Cher и др. Моделката е украсила кориците на Playboy, FHM, Maxim, 69, „Блясък“ и списание Love style.
Лозанова се е снимала и в клиповете на българските певци Азис, Андреа, Лияна, Борис Дали, Устата, Константин, Емилия и във видео на сръбския певец Кеба.
През 2022 г. Николета Лозанова издава биографична книга „#SELFMADE: Николета Лозанова – професия икона“.

## Телевизия
През 2009 г. взима участие в танцовия формат VIP Dance по „Нова телевизия“, а през 2013 г. участва в телевизионното реалити „Къртицата“. От 2013 до 2014 г. е водеща на предаването „Поверително от N.L.“, което се излъчва по TV7. От 2014 до 2017 г. е водеща на предаването „Папараци“ по bTV.
- VIP Dance (Нова телевизия, 2009)
- „Къртицата“ (TV7, 2013)
- „Поверително от N.L.“ (TV7, 2013 – 2014)[32]
- „Папараци“ (bTV, 2014 – 2017)[33]

## Филмография
- Привличане (2018) – майка на „Тромбона“